# 東京都原爆被害者団体協議会
東京都原爆被害者団体協議会（とうきょうとげんばくひがいしゃだんたいきょうぎかい）は東京都における被爆者運動の唯一の全都レベルの組織として1958年11月に結成された。略称は東友会。

## 概要
広島・長崎で原爆の被害を受けた被害者の生存者（被爆者）によって東京都内各地区ごとに結成されている被爆者団体（地区の会）46団体(2010年6月現在）が会員として加盟する。おもに次のような活動を行っている。
- 被爆者の健康管理、医療並びに被爆者及びその家族に対し必要な救援・相談・援護活動。
- 被爆者の健康の保持向上に資するために必要な資料の調査蒐集と情報宣伝。
- 核兵器の廃絶を求める運動。
- 国内外の原水爆被害者団体並びに原水爆禁止を願う団体及び個人の連携協力。
- 被爆の実相の国内外への普及活動。
- 原爆被害の調査・研究、出版、展示、集会、代表派遣。
- 東京都や区市町村の被爆者施策を充実させる運動。
- 被爆者援護法の活用と改善、国家補償の法への改正を求める運動。

1971年12月には、被爆者の相談事業をすすめるための組織として、社団法人　東友会が設立された。

## 組織等
- 本部所在地：〒113-0034 東京都文京区湯島2-4-4  平和と労働センター6階
- 会長：飯田 マリ子　副会長：藤平典、長岡和幸、山本英典　事務局長：大岩孝平 (2010年)
- 機関紙　「東友」（月刊）